# André Esterhuizen
Adriaan Pieter Esterhuizen (Potchefstroom, 30 marzo 1994) è un rugbista a 15 sudafricano, che gioca nel ruolo di tre quarti centro negli Harlequins in Premiership Rugby. Nel 2023 è diventato campione del mondo con il Sudafrica.

## Biografia
Esterhuizen militò nelle giovanili dei Leopards, ricevendo, nel 2012, una squalifica di un anno, poi ridotta a sei mesi, per insulti razziali ad un tecnico di colore. Nel 2013 si trasferì nei Natal Sharks con i quali fece il suo debutto professionistico nella Vodacom Cup di quell'anno. Jake White, allora tecnico degli Sharks, lo inserì nella rosa della franchigia per il Super Rugby 2014, torneo nel quale esordì nell'incontro con i Bulls. Nell'autunno del 2014, ottenne, con la maglia dei Natal Sharks, la sua prima presenza in Currie Cup. Giocò con la squadra rappresentante la provincia di KwaZulu-Natal fino al termine della stagione 2016, infatti a partire dall'anno successivo firmò un contratto con i Sanix Blues
per disputare la Top League giapponese al termine del Super Rugby. Nel frattempo continuò la sua militanza nella franchigia degli Sharks, con la quale raggiunse, nel 2018, le 50 presenze in Super Rugby e giocò tre quarti di finale consecutivi nel 2016, nel 2017 e nel 2018.
A livello giovanile, Esterhuizen disputò il Campionato mondiale giovanile di rugby 2014 con la nazionale sudafricana under-20. Il suo debutto con il Sudafrica avvenne nell'incontro amichevole del giugno 2018 con il Galles. Dopo averlo schierato anche nell'ultima partita contro l'Inghilterra, durante il tour africano dei britannici, il tecnico degli Springboks Rassie Erasmus lo convocò per il The Rugby Championship 2018, torneo nel quale ottenne tre presenze. Giocò poi, per la seconda volta in un anno, contro la nazionale inglese nella sua unica apparizione durante il tour di fine anno dei sudafricani.

## Palmarès
- Coppe del mondo: 1
Sudafrica: 2023

- Premiership: 1
Harlequins: 2020-21